# Neptosternus pocsi
Neptosternus pocsi är en skalbaggsart som beskrevs av Satô 1972. Neptosternus pocsi ingår i släktet Neptosternus och familjen dykare. Inga underarter finns listade i Catalogue of Life.